# Koropeț
Koropeț (în ucraineană Коропець) este o așezare de tip urban din raionul Monastîrîska, regiunea Ternopil, Ucraina. În afara localității principale, mai cuprinde și satele Stîhla și Svitle.

## Demografie
Componența lingvistică a așezării de tip urban Koropeț
     Ucraineană (99,73%)
     Alte limbi (0,27%)
Conform recensământului din 2001, majoritatea populației așezării de tip urban Koropeț era vorbitoare de ucraineană (99,73%), existând în minoritate și vorbitori de alte limbi.